# 新安江路
新安江路是中国安徽省合肥市的一条东西干道，得名自安徽省第三大水系新安江，西起当涂路正接长江东大街，东至肥东县境内店埠河右岸的临河西路。新安江路全长12.2公里，穿过桥头集路、东风大道、大众路、龙岗路、东二环路（郎溪路）等道路，其中与大众路和龙岗路的交口设有下穿桥，沿路有月亮湾公园、合肥十中新区、肥东城南公园等。曾有民主党派人士建议新安江路与长江东大街合并，以解决长江东大街与长江东路易混淆的问题。